# Mirna Peč
Mirna Peč este o localitate din comuna Mirna Peč, Slovenia, cu o populație de 925 de locuitori.